# Prelska
Prelska – wieś w Słowenii, w gminie miejskiej Velenje. W 2018 roku liczyła 240 mieszkańców. 